# Autofocus videowerkstatt
Die autofocus Videowerkstatt e.V. wurde 1988 in West-Berlin gegründet. Sie produziert und  vertreibt Dokumentarfilme zu politischen und sozialen Themen. 

## Geschichte
Die Wurzeln der autofocus Videowerkstatt liegen in der Videobewegung der späten 1970er Jahre. Parallel zur Entstehung von Bürgerinitiativen, Ökologie- und Friedensbewegung wurde Kritik an der Berichterstattung der öffentlich-rechtlichen und privaten Medien in der Bundesrepublik formuliert. Video- und Medienwerkstätten entstanden mit dem Ziel, Gegenöffentlichkeit herzustellen. Mit ihren Produktionen wollten sie auf alternative, gesellschaftskritische soziale Bewegungen und Proteste aufmerksam machen, boten ihnen ein Forum und berichteten selbst über die gesellschaftlichen Entwicklungen. 
Die verschiedenen Gruppen und Kollektive wie die Medienwerkstatt Freiburg, das Medienpädagogik Zentrum Hamburg e. V. oder das Dortmunder Medienzentrum vernetzten sich bundesweit und organisierten den Vertrieb ihrer Videos gemeinsam. 
Im Zeitalter des Internets wurde dieser Ansatz einer demokratischen Nutzung des Mediums Film von zahlreichen Videoaktivisten weiterentwickelt.

## Filme
Heute vertreibt die autofocus Videowerkstatt e.V. unabhängig produzierte Dokumentarfilme zu politisch und sozial relevanten Themen wie Stadtentwicklung, Globalisierung, Frauenrechte, Ökologie, Migration und sozialen Kämpfe. 